# Ian Bannen
Pour les articles homonymes, voir Bannen.
 (août 2016).
Si vous disposez d'ouvrages ou d'articles de référence ou si vous connaissez des sites web de qualité traitant du thème abordé ici, merci de compléter l'article en donnant les références utiles à sa vérifiabilité et en les liant à la section « Notes et références ».
Ian Bannen, de son vrai nom Ian Edmund Bannen, est un acteur britannique né le 11 juin 1928 à Airdrie, dans le North Lanarkshire, en Écosse, au (Royaume-Uni), et mort le 3 novembre 1999 des suites d'un accident de voiture dans les environs du Loch Ness, près de Knockies Straight, en Écosse, au (Royaume-Uni).
Il est le premier acteur écossais à avoir été nommé dans la catégorie de l'Oscar du meilleur acteur dans un second rôle pour son interprétation de « Ratbags » Crow dans Le Vol du Phénix (1965).

## Biographie

### Jeunesse
Ian Bannen est né le 11 juin 1928 à Airdrie, dans le North Lanarkshire, en Écosse, au (Royaume-Uni), dans une famille catholique.

### Famille
Il est le fils de John James Bannen, avocat, et de Clare Bannen (née Galloway). Il fait ses études au St Aloysius' College de Glasgow et au Ratcliffe College dans le Leicestershire avant de partir servir dans l'armée britannique en Égypte.

## Carrière

### Au théâtre
Bannen monte pour la première fois sur les planches à l'âge de 19 ans à l'occasion d'une représentation théâtrale de Armlet of Jade à Dublin en 1947.
Il se fera connaître plus tard sur la scène londonienne en interprétant des pièces du répertoire de William Shakespeare et d'Eugene O'Neill. Il rejoint la prestigieuse compagnie de théâtre Royal Shakespeare Company et se produira aux États-Unis à Broadway.

### Au cinéma
Bannen obtient un petit rôle au cinéma dans Pool of London en 1951. Il accède peu à peu à des rôles plus consistants, notamment en tant que second rôle. Il travaille pour les studios Ealing et devient aussi un régulier des films produits par les frères Boulting (John et Roy) : Ce sacré z'héros (1956), Carlton-Browne of the FO (1959).
En 1957, il incarne le mécanicien chauffeur Bannister à bord du navire HMS Amethyst dans le film de guerre Commando sur le Yang-Tsé.
En 1965, le public le remarque dans deux films hollywoodiens majeurs : La Colline des hommes perdus de Sidney Lumet, drame intense sur un camp de prisonniers en Afrique durant la Seconde Guerre mondiale, et Le Vol du Phénix de Robert Aldrich, qui conte les efforts d'un groupe d'hommes pour survivre dans le désert à la suite du crash de leur avion. Ce dernier film met en scène une galerie d'acteurs importants de l'époque, mais c'est Ian Bannen, dans son rôle de mécanicien railleur, qui sera proposé pour l'Oscar du meilleur acteur dans un second rôle, devenant ainsi le premier acteur écossais à être nommé pour cette distinction.
Après avoir quitté le tournage de Un dimanche comme les autres, drame controversé de John Schlesinger, le succès de l'acteur s'amoindrit un peu. Mais il donne toujours des performances remarquées et Bannen sera proposé deux fois pour les British Academy Film Awards (BAFTA) : à nouveau sous la direction de Lumet pour son second rôle de suspect battu à mort par un policier dans The Offence en 1972, et pour son rôle de grand-père dans Hope and Glory en 1987.
Il apparaît dans d'autres films ayant connu un succès critique comme le drame Lamb (1986) ou l'épopée historique Braveheart (1995). Il obtient un grand succès inattendu dans le rôle principal de Vieilles Canailles (1998) avec David Kelly.

### À la télévision
Ian Bannen refuse des rôles dans les séries télévisées Hawaï police d'État ou encore La croisière s'amuse mais participe à d'autres comme la série d'épouvante britannique Angoisse. En 1979, Bannen interprète Jim Prideaux, espion trahi qui devient maître d'école, dans la mini-série d'espionnage de la BBC Tinker Tailor Soldier Spy (en), adaptation du best-seller de John Le Carré, avec Alec Guinness.
L'un des rôles les plus populaires de Ian Bannen à la télévision est sans doute le docteur Alexander Cameron dans la série écossaise des années 1990 Docteur Finlay qui met en scène la vie quotidienne d'un docteur et de ses confrères dans un petit village écossais marqué par la fin de la Seconde Guerre mondiale et les débuts du National Health Service.

### Fin de carrière
Après de nombreuses nominations à son palmarès qui ne se seront jamais concrétisées, Bannen reçoit finalement en 1996 un prix décerné par l'académie BAFTA Scotland pour l'ensemble de sa carrière. En 1999, toujours actif, il remporte également un Satellite Award du meilleur acteur.
Il se marie en 1978 à Marilyn Salisbury, vétérinaire.
Ian Bannen meurt en novembre 1999 dans un accident de voiture en Écosse. Son épouse en réchappe avec des blessures mineures.

## Filmographie
- 1951 : Les Trafiquants du Dunbar (Pool of London) (Les trafiquants du Dunbar) de Basil Dearden : Pump Attendant.
- 1952 : Secret People de Thorold Dickinson
- 1955 : L'Armure noire (The Dark Avenger)  de Henry Levin
- 1956 : Ce sacré z'héros de John Boulting : Pvt. Horrocks
- 1956 : S.O.S. Scotland Yard (en) (The Long Arm) de Charles Frend  : Workman, Hit and Run Victim.
- 1957 : The Birthday Present (en) de Jack Whittingham
- 1957 : Commando sur le Yang-Tsé (Yangtse Incident : The Story of H.M.S. Amethyst) de Michael Anderson : AB Bannister RN
- 1957 : Aventure à Soho de Julain Aymes : Filippo Gozzi
- 1958 : She Didn't Say No! (en) de Cyril Frankel : Peter Howard
- 1958 : Sous la terreur (A Tale of Two Cities) de Ralph Thomas : Gabelle
- 1958 : Behind the Mask de Brian Desmond Hurst : Alan Crabtree
- 1959 : Sois toujours diplomate (Carlton-Browne of the F.O.) de Roy Boulting : Jeune roi Loris
- 1960 : Amour au collège (A French Mistress) de Roy Boulting : Colin Crane The Headmaster's Son
- 1960 : Suspect (en) de Roy Boulting : Alan Andrews
- 1960 : Macbeth de George Schaefer (TV) : Macduff
- 1961 : Vendredi 13 heures (An einem Freitag um halb zwölf) de Alvin Rakoff : Kitson
- 1962 : La Blonde de la station 6 de Seth Holt : Fletcher
- 1964 : Psyché 59 (en) de Alexander Singer : Paul
- 1965 : L'Aventurier du Kenya (Mister Moses) de Ronald Neame : Robert
- 1965 : La Colline des hommes perdus (The Hill) de Sidney Lumet : Harris
- 1965 : Rotten to the Core (en) de Roy Boulting : Lt. Percy Vine
- 1965 : Le Vol du Phœnix (The Flight of the Phoenix) de Robert Aldrich : Crow
- 1966 : Les Plaisirs de Pénélope (Penelope) de Arthur Hiller : James B. Elcott
- 1967 : Le Marin de Gibraltar (The Sailor from Gibraltar) de Tony Richardson : Alan
- 1969 : Mesdames, planquez vos filles ! (Lock Up Your Daughters!) de Peter Coe : Ramble
- 1970 : Trop tard pour les héros (Too late the hero) de Robert Aldrich : Pvt. Jock Thornton
- 1970 : Les Dynamiteros (The Deserter) : Cpt. Crawford
- 1971 : La Peur (Fright) de Peter Collinson: Brian
- 1972 : Doomwatch de Peter Sasdy : Dr Del Shaw
- 1972 : The Offence de Sidney Lumet : Kenneth Baxter
- 1973 : Frissons d'outre-tombe (From Beyond the Grave) de Kevin Connor : Christopher Lowe (segment "An Act of Kindness")
- 1973 : Le Piège (The MacKintosh Man) de John Huston : Slade
- 1974 : Le Voyage (Il viaggio) de Vittorio de Sica : Antonio Braggi
- 1974 : Identikit : Bill
- 1975 : La Chevauchée sauvage (Bite the Bullet) de Richard Brooks : Sir Harry Norfolk
- 1977 : La Brigade volante (Sweeney!) de David Wickes : Charles Baker, MP
- 1977 : Jésus de Nazareth (Jesus of Nazareth) de Franco Zeffirelli (TV) : Amos
- 1978 : Une poignée de salopards (Quel maledetto treno blindato) de Enzo G. Castellari : Col. Charles Thomas Buckner
- 1979 : Les Vierges damnées (Un'ombra nell'ombra) de Pier Carpi : Le professeur
- 1980 : Les Yeux de la forêt de John Hough : John Keller
- 1981 : La Nuit de l'évasion (Night Crossing) de Delbert Mann : Josef Keller
- 1981 : L'Arme à l'œil (Eye of the Needle) de Richard Marquand : Inspecteur Godliman
- 1982 : Gandhi de Richard Attenborough : Senior Police Officer Fields
- 1983 : The Prodigal (en) de James F. Collier : Riley Wyndham
- 1983 : Gorky Park de Michael Apted : Iamskoy
- 1985 : Au nom du royaume (Defence of the Realm) de David Drury : Dennis Markham
- 1985 : Lamb de Colin Gregg : Brother Benedict
- 1987 : Hope and Glory de John Boorman : Grandfather George
- 1988 : La partita de Carlo Vanzina
- 1988 : The Courier (en) : McGuigan
- 1989 : L'île des pirates disparus (en) (George's Island) de Paul Donovan : Captain Waters
- 1989 : Ensorcelées (Streghe) de Alessandro Capone : Padre Matthew
- 1989 : Circles in a Forest (en) de Regardt van den Bergh : MacDonald
- 1990 : Papa est un fantôme de Sidney Poitier : Sir Edith Moser
- 1990 : The Big Man de David Leland : Matt Mason
- 1991 : Ange ou Démon de Enzo Barboni : Luzifer
- 1992 : Fatale (Damage) de Louis Malle : Edward Lloyd
- 1994 : A Pin for the Butterfly (en) de Susan Kodicek : Grandpa
- 1995 : Braveheart de Mel Gibson : Père lépreux de Robert le Bruce
- 1996 : Dead Sea Reels : Father Jim McKenzie
- 1998 : Something to Believe In (en) de John Hough : Don Pozzi
- 1998 : Vieilles Canailles (Waking Ned) de Kirk Jones : Jackie O'Shea
- 1999 : Un homme parmi les lions (en) (To Walk with Lions) de Carl Schultz : Terence Adamson
- 2000 : Best de Mary McGuckian : Sir Matt Busby
- 2000 : Petits miracles (en) (The Testimony of Taliesin Jones) de Martin Duffy : Billy Evans

## Distinctions
- Nomination en 1966 pour l'Oscar du meilleur acteur dans un second rôle pour Le Vol du Phœnix de Robert Aldrich (1965)[2].
- Nomination en 1966 pour le Golden Globe de la révélation masculine de l'année pour Le Vol du Phœnix de Robert Aldrich (1965)[3].
- Nomination en 1974 pour le British Academy Film Award du meilleur acteur dans un second rôle pour The Offence de Sidney Lumet. (1972)[4].
- Nomination en 1988 pour le British Academy Film Award du meilleur acteur dans un second rôle pour Hope and Glory de John Boorman (1987)[5].
- Nomination en 1999 pour le Screen Actors Guild Award de la meilleure distribution pour Vieilles Canailles de Kirk Jones (1998).
- Nomination en 2001 pour le Prix Génie du meilleur acteur dans un second rôle pour To Walk with Lions de Carl Schultz (1999).
- Satellite Award du meilleur acteur remporté en 1999 de pair avec David Kelly pour Vieilles Canailles de Kirk Jones (1998).
- Lifetime Achievement Award décerné en 1995 par l'académie BAFTA Scotland pour l'ensemble de sa carrière[1].